# Верхняя Гаревка
Верхняя Гаревка — река в России, протекает в Койгородском районе Республики Коми. Устье реки находится в 241 км по правому берегу реки Кобра. Длина реки составляет 11 км.
Исток реки в лесах на холмах Северных Увалов близ границы с Кировской областью в 22 км к северо-западу от села Кобра (центр Синегорского сельского поселения). Река течёт на северо-восток по ненаселённому, частично заболоченному лесному массиву. Впадает в Кобру в 59 км к юго-западу от села Койгородок.

## Данные водного реестра
По данным государственного водного реестра России относится к Камскому бассейновому округу, водохозяйственный участок реки — Вятка от истока до города Киров, без реки Чепца, речной подбассейн реки — Вятка. Речной бассейн реки — Кама.
Код объекта в государственном водном реестре — 10010300212111100030726.